# Saison 1976-1977 de l'Amicale de Lucé
Chronologie
Saison 1977-1978
La saison 1976-1977 de l'Amicale de Lucé constitue le premier exercice sportif du club en deuxième division. L'équipe surprend les spécialistes en terminant à la quatrième place.
L'équipe est dirigée par Bernard Chiarelli depuis 1968. Celui-ci permet au club de monter du niveau régional jusqu'en D2, mais quitte le club en cours de saison. Le défenseur Bernard Gouëffic assure ensuite l'intérim. La population locale s'identifie à la première équipe du département à jouer en deuxième division qui comporte une partie de joueurs locaux comme Dominique Dufoix, Yann Roux et Richard Gisbert ainsi que d'autres présents depuis plusieurs saisons tels que Farid Boudebza et Antoine Corgiatti. Ces joueurs sont entourés de quelques footballeurs plus expérimentés comme le défenseur Bernard Gouëffic ou l'attaquant Joël Prou.
La quatrième place de l'Amicale de Lucé en Division 2 intervient après la première place du groupe Centre de Division 3 1975-1976, qui fait suite à sept saisons en D3. Pour cette nouvelle saison de D2 1976-1977, l'Amicale vise le maintien. Après un début de championnat mitigé, l'équipe enchaîne les bons résultats jusqu'à être en position de monter en première division au deux tiers de la compétition. Le changement d'entraîneur freine alors la cadence et Lucé termine au pied du podium. En Coupe de France, Lucé se fait éliminer dès son entrée en lice par une équipe de niveau régional. La première saison en D2 est suivi avec enthousiasme dans le département eurélienne. Après une huitième place acquise en 1977-1978 et la onzième position en 1978-1979, l'Amicale de Lucé est reléguée au terme de l'exercice 1979-1980 qui marque le début du déclin sportif du club jusque dans les années 2000.

## Contexte

### Saisons précédentes
En poste depuis 1968, l'entraîneur Bernard Chiarelli permet à l'Amicale de Lucé de monter de Division d'honneur au niveau national dès sa première saison. 
Au terme de l'exercice 1975-1977, après sept ans passés en Division nationale amateur transformée ensuite en Division 3, Lucé remporte le groupe Centre de D3 et est promu en Division 2 pour la saison 1976-1977.

### Transferts
Pour sa première saison en Division 2, l'Amicale de Lucé recrute deux joueurs rompus à cette compétition : l'international olympique Bernard Goueffic et le double champion de France Joël Prou. L'ex-international camerounais Charles Léa Eyoum fait aussi son arrivée.
Des joueurs formés dans des clubs de première division viennent chercher du temps de jeu : le gardien Patrick Bernhard, Richard Gisbert et le jeune Patrick Vincent. Le Hollandais Louis Cordewener est la seconde recrue étrangère, dont la provenance est inconnue.
| Nom                | Destination / provenance |
| Départs            | Départs                  |
| ------------------ | ------------------------ |
| Kamel Ben Mustapha | VS Chartres              |
| Arrivées           |                          |
| Patrick Bernhard   | AS Nancy-Lorraine        |
| Louis Cordewener   | ?                        |
| Bernard Goueffic   | FC Lorient               |
| Richard Gisbert    | Paris FC                 |
| Charles Léa Eyoum  | Stade rennais FC         |
| Joël Prou          | AC Saint-Nazaire         |
| Patrick Vincent    | RC Strasbourg rés.       |

## Joueurs et encadrement

### Encadrement
Le club est dirigé par Jacques Toutay, le président, et son frère Jean, directeur sportif. 
Bernard Chiarelli est l'entraîneur de l'équipe depuis 1968 et fait monter le club de deux divisions. En mars 1977, il quitte précipitamment son poste pour des raisons extra-sportives. Le joueur Bernard Goueffic assure l'intérim jusqu'à la fin de saison. 

## Compétitions

### Championnat
L'Amicale est placée dans la poule nord de Division 2 avec notamment le RC Strasbourg, le SM Caen et le FC Lorient.
Les débuts sont difficiles avec une seule victoire, contre l'Amiens SC (4-1), lors des six premiers matchs. Il faut attendre la victoire contre Caen (3-0) pour voir l'équipe se lancer réellement. Le 13 novembre 1976, l'ALF bat le leader strasbourgeois grâce à André Roland d'un retourné acrobatique (1-0). Jusqu'à la 22e journée, les Verts ne connaissent que deux défaites chez l'US Nœux-les-Mines et le LB Châteauroux, 1-0 dans les deux cas. Le stade Jean-Boudrie voit encore tomber le Stade brestois 29 (3-1) et Lorient (4-1).
Le dernier tiers de la compétition est plus difficile pour l'Amicale qui connait davantage de revers. En mars 1977, Bernard Chiarelli laisse sa place sur le banc, reprise par Bernard Goueffic, entraineur-joueur jusqu'à la fin de saison. Promis à la descente, les Lucéens finissent quatrième, après avoir occupé la deuxième place au mois de janvier.

« Les débuts de Lucé en D2 intriguèrent d'autant plus qu'ils se révélèrent exceptionnellement brillants. Sous la férule de l'ancien valenciennois et sedanais Bernard Chiarelli, les Beaucerons accumulèrent les bons résultats et terminèrent le championnat en 4e position ! Étonnant pour un promu à qui tout le monde avait promis un chemin pavé de difficultés. (...) Les spectateurs accouraient alors sans se soucier de l'inconfort du stade Jean Boudrie où les clubs les plus huppés touchaient les épaules tel Strasbourg qui, leader du groupe, fut terrassé dans l'enthousiasme que l'on devine. »

— Miroir du football, 1979
| # | Club              | Joués | V  | N  | D  | bp:bc | +/- | Points |
| - | ----------------- | ----- | -- | -- | -- | ----- | --- | ------ |
| 1 | RC Strasbourg     | 34    | 23 | 3  | 8  | 84-26 | +58 | 49     |
| 2 | FC Rouen          | 34    | 17 | 10 | 7  | 62-39 | +23 | 44     |
| 3 | Tours FC          | 34    | 14 | 11 | 9  | 58-44 | +14 | 39     |
| 4 | Amicale de Lucé   | 34    | 14 | 9  | 11 | 47-43 | +4  | 37     |
| 5 | Stade Quimpérois  | 34    | 15 | 6  | 13 | 48-44 | +4  | 36     |
| 6 | RCFC Besançon     | 34    | 14 | 8  | 12 | 45-43 | +2  | 36     |
| 7 | SAS Épinal        | 34    | 13 | 9  | 12 | 44-50 | -6  | 35     |
| 8 | LB Châteauroux    | 34    | 13 | 8  | 13 | 41-42 | -1  | 34     |
| 9 | US Nœux-les-Mines | 34    | 11 | 11 | 12 | 31-31 | 0   | 33     |

# position ; V victoires ; N match nuls ; D défaites ; bp:bc buts pour et buts contre  Victoire à 2 points

#### Évolution au classement
Avec quatre défaites lors des six premières journées, l'Amicale de Lucé reste au bas du classement, relégable, en tant que dix-septième. Trois victoires consécutives permettent de retrouver le milieu de tableau, avec un saut de cinq places au terme de la neuvième journée.
Ses trois bons résultats sont le début de la meilleure série de la saison, avec une seule défaite en quinze journées, qui permet à Lucé de monter jusqu'à la deuxième place. Mais quatre défaites en six matchs, de la 22e à la 27e journée, freinent les ambitions lucéennes. Trois matchs nuls et une victoire stabilise l'ALF à la cinquième place avant les trois dernières journées. Deux défaites font reculer à la sixième position mais une dernière victoire met Lucé au pied du podium.
| Journée   | 01 | 02 | 03 | 04 | 05 | 06 | 07 | 08 | 09 | 10 | 11 | 12 | 13 | 14 | 15 | 16 | 17 | 18 | 19 | 20 | 21 | 22 | 23 | 24 | 25 | 26 | 27 | 28 | 29 | 30 | 31 | 32 | 33 | 34 | Nbr de journées promu | Nbr de journées relégable |
| --------- | -- | -- | -- | -- | -- | -- | -- | -- | -- | -- | -- | -- | -- | -- | -- | -- | -- | -- | -- | -- | -- | -- | -- | -- | -- | -- | -- | -- | -- | -- | -- | -- | -- | -- | --------------------- | ------------------------- |
| Résultats | D  | D  | V  | D  | N  | D  | V  | V  | V  | N  | V  | N  | V  | D  | V  | N  | V  | V  | V  | N  | V  | D  | D  | N  | D  | V  | D  | N  | N  | V  | N  | D  | D  | V  | -                     | -                         |
| Nbr pts   | 0  | 0  | 2  | 2  | 3  | 3  | 5  | 7  | 9  | 10 | 12 | 13 | 15 | 15 | 17 | 18 | 20 | 22 | 24 | 25 | 27 | 27 | 27 | 28 | 28 | 30 | 30 | 31 | 32 | 34 | 35 | 35 | 35 | 37 | -                     | -                         |
| Rang      | 14 | 18 | 12 | 15 | 15 | 17 | 17 | 16 | 11 | 11 | 10 | 8  | 5  | 6  | 4  | 7  | 6  | 6  | 5  | 3  | 3  | 2  | 2  | 2  | 3  | 3  | 4  | 3  | 5  | 5  | 5  | 4  | 6  | 4  | 2                     | 4                         |

### Coupe de France
En Coupe de France, l'Amicale de Lucé est éliminée dès son entrée dans la compétition au sixième tour chez l'AS mantaise (DHR, 2-0),.
| Coupe de France - 6e tour | AS mantaise | 2 – 0 | Amicale de Lucé |                                     |                                     |
| 19 décembre 1976          |             |       |                 | Stade Aimé-Bergeal, Mantes-la-Ville | Stade Aimé-Bergeal, Mantes-la-Ville |
| 19 décembre 1976          | rapport     |       |                 | Stade Aimé-Bergeal, Mantes-la-Ville | Stade Aimé-Bergeal, Mantes-la-Ville |

### Calendrier complet
| Calendrier de la saison 1976-1977 de l'Amicale de Lucé | Calendrier de la saison 1976-1977 de l'Amicale de Lucé | Calendrier de la saison 1976-1977 de l'Amicale de Lucé | Calendrier de la saison 1976-1977 de l'Amicale de Lucé | Calendrier de la saison 1976-1977 de l'Amicale de Lucé |
| Date                                                   | Compétition                                            | Domicile                                               | Score                                                  | Extérieur                                              |
| ------------------------------------------------------ | ------------------------------------------------------ | ------------------------------------------------------ | ------------------------------------------------------ | ------------------------------------------------------ |
| 21 août 1976                                           | Division 2 groupe B - journée 1                        | Stade Quimpérois                                       | 1 - 0                                                  | Lucé                                                   |
| 28 août 1976                                           | D2 - grp. B - J2                                       | SAS Épinal                                             | 2 - 0                                                  | Lucé                                                   |
| 4 septembre 1976                                       | D2 - grp. B - J3                                       | Lucé                                                   | 4 - 1                                                  | Amiens SC                                              |
| 11 septembre 1976                                      | D2 - grp. B - J4                                       | FC Rouen                                               | 5 - 1                                                  | Lucé                                                   |
| 18 septembre 1976                                      | D2 - grp. B - J5                                       | Lucé                                                   | 1 - 1                                                  | ECAC Chaumont                                          |
| 25 septembre 1976                                      | D2 - grp. B - J6                                       | US Nœux-les-Mines                                      | 1 - 0                                                  | Lucé                                                   |
| 2 octobre 1976                                         | D2 - grp. B - J7                                       | Lucé                                                   | 3 - 0                                                  | SM Caen                                                |
| 9 octobre 1976                                         | D2 - grp. B - J8                                       | RCFC Besançon                                          | 1 - 2                                                  | Lucé                                                   |
| 16 octobre 1976                                        | D2 - grp. B - J9                                       | Lucé                                                   | 3 - 1                                                  | Stade brestois                                         |
| 23 octobre 1976                                        | D2 - grp. B - J10                                      | USL Dunkerque                                          | 2 - 2                                                  | Lucé                                                   |
| 30 octobre 1976                                        | D2 - grp. B - J11                                      | Lucé                                                   | 2 - 1                                                  | Tours FC                                               |
| 6 novembre 1976                                        | D2 - grp. B - J12                                      | SR Saint-Dié                                           | 0 - 0                                                  | Lucé                                                   |
| 13 novembre 1976                                       | D2 - grp. B - J13                                      | Lucé                                                   | 1 - 0                                                  | RC Strasbourg                                          |
| 20 novembre 1976                                       | D2 - grp. B - J14                                      | LB Châteauroux                                         | 1 - 0                                                  | Lucé                                                   |
| 27 novembre 1976                                       | D2 - grp. B - J15                                      | Lucé                                                   | 4 - 1                                                  | FC Lorient                                             |
| 4 décembre 1976                                        | D2 - grp. B - J16                                      | SC Hazebrouck                                          | 1 - 1                                                  | Lucé                                                   |
| 11 décembre 1976                                       | D2 - grp. B - J17                                      | Lucé                                                   | 1 - 0                                                  | US Boulogne                                            |
| 19 décembre 1976                                       | Coupe de France - 6e tour                              | AS mantaise                                            | 2 - 0                                                  | Lucé                                                   |
| 8 janvier 1977                                         | D2 - grp. B - J18                                      | Lucé                                                   | 2 - 0                                                  | SAS Épinal                                             |
| 22 janvier 1977                                        | D2 - grp. B - J19                                      | Amiens SC                                              | 1 - 3                                                  | Lucé                                                   |
| 29 janvier 1977                                        | D2 - grp. B - J20                                      | Lucé                                                   | 1 - 1                                                  | FC Rouen                                               |
| 5 février 1977                                         | D2 - grp. B - J21                                      | ECAC Chaumont                                          | 1 - 2                                                  | Lucé                                                   |
| 19 février 1977                                        | D2 - grp. B - J22                                      | Lucé                                                   | 0 - 1                                                  | US Nœux-les-Mines                                      |
| 26 février 1977                                        | D2 - grp. B - J23                                      | SM Caen                                                | 2 - 1                                                  | Lucé                                                   |
| 5 mars 1977                                            | D2 - grp. B - J24                                      | Lucé                                                   | 0 - 0                                                  | RCFC Besançon                                          |
| 26 mars 1977                                           | D2 - grp. B - J25                                      | Stade brestois                                         | 4 - 1                                                  | Lucé                                                   |
| 2 avril 1977                                           | D2 - grp. B - J26                                      | Lucé                                                   | 1 - 0                                                  | USL Dunkerque                                          |
| 8 avril 1977                                           | D2 - grp. B - J27                                      | Tours FC                                               | 3 - 0                                                  | Lucé                                                   |
| 16 avril 1977                                          | D2 - grp. B - J28                                      | Lucé                                                   | 0 - 0                                                  | SR Saint-Dié                                           |
| 23 avril 1977                                          | D2 - grp. B - J29                                      | RC Strasbourg                                          | 1 - 1                                                  | Lucé                                                   |
| 30 avril 1977                                          | D2 - grp. B - J30                                      | Lucé                                                   | 2 - 1                                                  | LB Châteauroux                                         |
| 7 mai 1977                                             | D2 - grp. B - J31                                      | FC Lorient                                             | 3 - 3                                                  | Lucé                                                   |
| 14 mai 1977                                            | D2 - grp. B - J32                                      | Lucé                                                   | 0 - 1                                                  | SC Hazebrouck                                          |
| 21 mai 1977                                            | D2 - grp. B - J33                                      | US Boulogne                                            | 3 - 2                                                  | Lucé                                                   |
| 28 mai 1977                                            | D2 - grp. B - J34                                      | Lucé                                                   | 3 - 2                                                  | Stade Quimpérois                                       |

## Statistiques

### Équipe
| \| Bernhard Boudebza Gumez Goueffic Plissonneau Massot Roland Gisbert Guegain Dufoix Roux \| Équipe-type de Lucé en 1976-1977. |
| Bernhard Boudebza Gumez Goueffic Plissonneau Massot Roland Gisbert Guegain Dufoix Roux                                         |

L'Amicale de Lucé termine le championnat de Division 2 à la quatrième place avec quatorze victoires, neuf matchs nuls et onze défaites. Une victoire rapportant deux points et un match nul un point, elle totalise 37 points. Lucé finit avec la cinquième meilleur attaque (47 buts marqués soit 1,4 de moyenne) et la cinquième défense (43 buts encaissés pour 1,3 de moyenne).
Lucé doit sa bonne saison à ses résultats à domicile. Au stade Jean-Boudrie, l'équipe totalise 65% de victoire et 1,64 buts marqués par match pour 0,65 d'encaissés. À cela s'opposent les résultats à l'extérieur qui sont l'opposé. Les Lucéens ne reviennent que trois avec une victoire (18% de victoire) et encaissent beaucoup de buts (32 des 43 au total à 1,88 par match contre 1,12 marqués).
En observant la saison par phase, celle-ci est relativement homogène. Celle aller est légèrement meilleur avec deux succès en plus et une différence de but positive (25-19) contrairement à la période retour.
| -              | MJ | V  | N | D  | Bp | Bc | Diff |
| -------------- | -- | -- | - | -- | -- | -- | ---- |
| Domicile       | 17 | 11 | 4 | 2  | 28 | 11 | +17  |
| Extérieur      | 17 | 3  | 5 | 9  | 19 | 32 | -13  |
| Division 2     | 34 | 14 | 9 | 11 | 47 | 43 | +4   |
| Matchs allers  | 17 | 8  | 4 | 5  | 25 | 19 | +6   |
| Matchs retours | 17 | 6  | 5 | 6  | 22 | 24 | -2   |

### Joueurs
Trois joueurs disputent les 34 journées de championnat : celui devenant entraîneur-joueur en cours de saison Bernard Goueffic, Raynald Guegain et Dominique Dufoix. André-Marie Gumez et André Roland ne manquent qu'un match, tandis que Yannick Plissonneau deux. Les autres joueurs ne prennent pas part à plus de 27 journées.
Guegain est le meilleur buteur de l'équipe avec huit buts inscrits, devant Richard Gisbert et ses six réalisations.
| Statistiques individuelles des joueurs | Statistiques individuelles des joueurs | Statistiques individuelles des joueurs | Statistiques individuelles des joueurs |
| Poste                                  | Joueurs                                | Matchs joués                           | Buts marqués                           |
| -------------------------------------- | -------------------------------------- | -------------------------------------- | -------------------------------------- |
| G                                      | Patrick Bernhard                       | 23                                     | -                                      |
| G                                      | Alain Braun                            | 11                                     | -                                      |
| D                                      | Farid Boudebza                         | 23                                     | -                                      |
| D                                      | Bernard Goueffic                       | 34                                     | -                                      |
| D                                      | André-Marie Gumez                      | 33                                     | 1                                      |
| D                                      | Yves Lacaille                          | -                                      | -                                      |
| D                                      | Yannick Plissonneau                    | 32                                     | 1                                      |
| D                                      | Patrick Vincent                        | 7                                      | -                                      |
| M                                      | Philippe Massot                        | 27                                     | 4                                      |
| M                                      | Richard Gisbert                        | 25                                     | 6                                      |
| M                                      | André Roland                           | 33                                     | 4                                      |
| M                                      | Raynald Guegain                        | 34                                     | 8                                      |
| M                                      | Dominique Dufoix                       | 34                                     | 5                                      |
| M                                      | Antoine Corgiatti                      | 11                                     | 1                                      |
| M                                      | Ridha Ben Mustapha                     | 5                                      | -                                      |
| M                                      | Gérard Gallou                          | 1                                      | -                                      |
| A                                      | Louis Cordewener                       | 10                                     | 3                                      |
| A                                      | Joël Prou                              | 2                                      | -                                      |
| A                                      | Charles Léa Eyoum                      | 3                                      | 2                                      |
| A                                      | Dominique Paris                        | 2                                      | -                                      |
| A                                      | Yann Roux                              | 26                                     | 5                                      |
| A                                      | Gérard Kiffert                         | 18                                     | 4                                      |

## Autres équipes
L'équipe réserve de l'Amicale de Lucé est promue en Promotion de Ligue du Centre (premier échelon régional) lors de la saison précédente, terminée à la troisième place. Pour la saison 1976-1977, l'équipe remporte le groupe Nord et accède en Promotion d'honneur.
L'équipe C évolue en troisième division départementale du district d'Eure-et-Loir pour la quatrième année consécutive. Elle remporte son groupe 2 et est promue en deuxième division.
Pour cette saison 1976-1977, une quatrième équipe senior est engagée et démarre en quatrième et dernière division départementale, dont elle obtient la troisième place de la poule 4.
| Équipe                                                | Niveau        | Division       | Échelon  | Pos    | Pts      | J  | G  | N | P | Bp | Bc | Diff |
| ----------------------------------------------------- | ------------- | -------------- | -------- | ------ | -------- | -- | -- | - | - | -- | -- | ---- |
| Équipe réserve                                        | régional      | PL - grp. Nord | 7e div.  | 1er/12 | 57 pts   | 22 | 16 | 3 | 3 | 75 | 19 | +56  |
| Équipe C                                              | départemental | 3D - grp. 2    | 11e div. | 1er/12 | 57 pts   | 22 | 17 | 1 | 4 |    |    |      |
| Équipe D                                              | départemental | 4D - grp. 4    | 12e div. | 3e/9   | 37 pts-1 | 16 | 10 | 2 | 4 |    |    |      |
| Victoire = 3 pts, match nul = 2 pts et défaite = 1 pt |               |                |          |        |          |    |    |   |   |    |    |      |

## Supporters et affluences
La moyenne de spectateurs accueillis au stade Jean-Boudrie durant la saison 1976-1977 est de 3 284 personnes.
Deux rencontres sont largement au dessus de l'affluence habituelle : lors de l'accueil du futur champion, le RC Strasbourg, lors de la treizième journée devant 6 243 personnes (1-0) puis à la réception de son dauphin le FC Rouen pour le vingtième match face à 5 501 spectateurs (1-1). Ces deux parties ont pourtant lieu à une période froide de l'année (novembre et janvier).
Lors de deux journées consécutives, l'Amicale de Lucé accueille moins de 2000 spectateurs. Il s'agit des réceptions de deux équipes de deuxième moitié de classement en avril pour les 26e et 28e journée, l'US Dunkerque (1 698 entrées) et le SR Saint-Dié (1 876).
À noter également le match chez le Stade brestois qui attire plus de 5 300 spectateurs.